# NGC 4266
NGC 4266 est une petite galaxie spirale barrée vue par la tranche et située dans la constellation de la Vierge. NGC 4266 a été découverte par l'astronome allemand Albert Marth en 1864.

## Caractéristiques
La classe de luminosité de NGC 4263 est I et c'est une galaxie LINER, c'est-à-dire une galaxie dont le noyau présente un spectre d'émission caractérisé par de larges raies d'atomes faiblement ionisés. Selon la base de données Simbad, NGC 4266 est une galaxie à noyau actif.

### Distance
Sa vitesse par rapport au fond diffus cosmologique est de 1 885 ± 24 km/s, ce qui correspond à une distance de Hubble de 27,8 ± 2,0 Mpc (∼90,7 millions d'al).

## Amas de la Vierge
Bien qu'elle n'apparaisse dans aucun groupe de galaxies des sources consultées, la désignation VCC 362 (Virgo Cluster Catalog) indique que cette galaxie fait partie de l'amas de la Vierge.